# Gerstengrund
Gerstengrund ist eine Gemeinde im Wartburgkreis in Thüringen. Sie ist nach Einwohnerzahl gegenwärtig die kleinste selbstständige Gemeinde im Wartburgkreis sowie die drittkleinste in Thüringen. Erfüllende Gemeinde für Gerstengrund ist die Stadt Geisa.

## Geografie
Die Gemeinde Gerstengrund befindet sich in einem engen Seitental der Ulster in der Auersberger Kuppenrhön im Biosphärenreservat Rhön. Die geographische Höhe des Ortes beträgt 500 m ü. NHN.

### Nachbarorte
Die Gemeinde Gerstengrund grenzt im Norden an die Gemeinde Oechsen, im Osten folgt der Ortsteil Brunnhartshausen der Gemeinde Dermbach, im Süden und Südwesten folgen die Gemeinde Schleid mit dem Ortsteil Zitters und im Nordwesten die Stadt Geisa mit den Stadtteilen Bremen und Geblar. Drei Kilometer südlich von Gerstengrund verläuft die hessisch-thüringische Landesgrenze.

### Berge

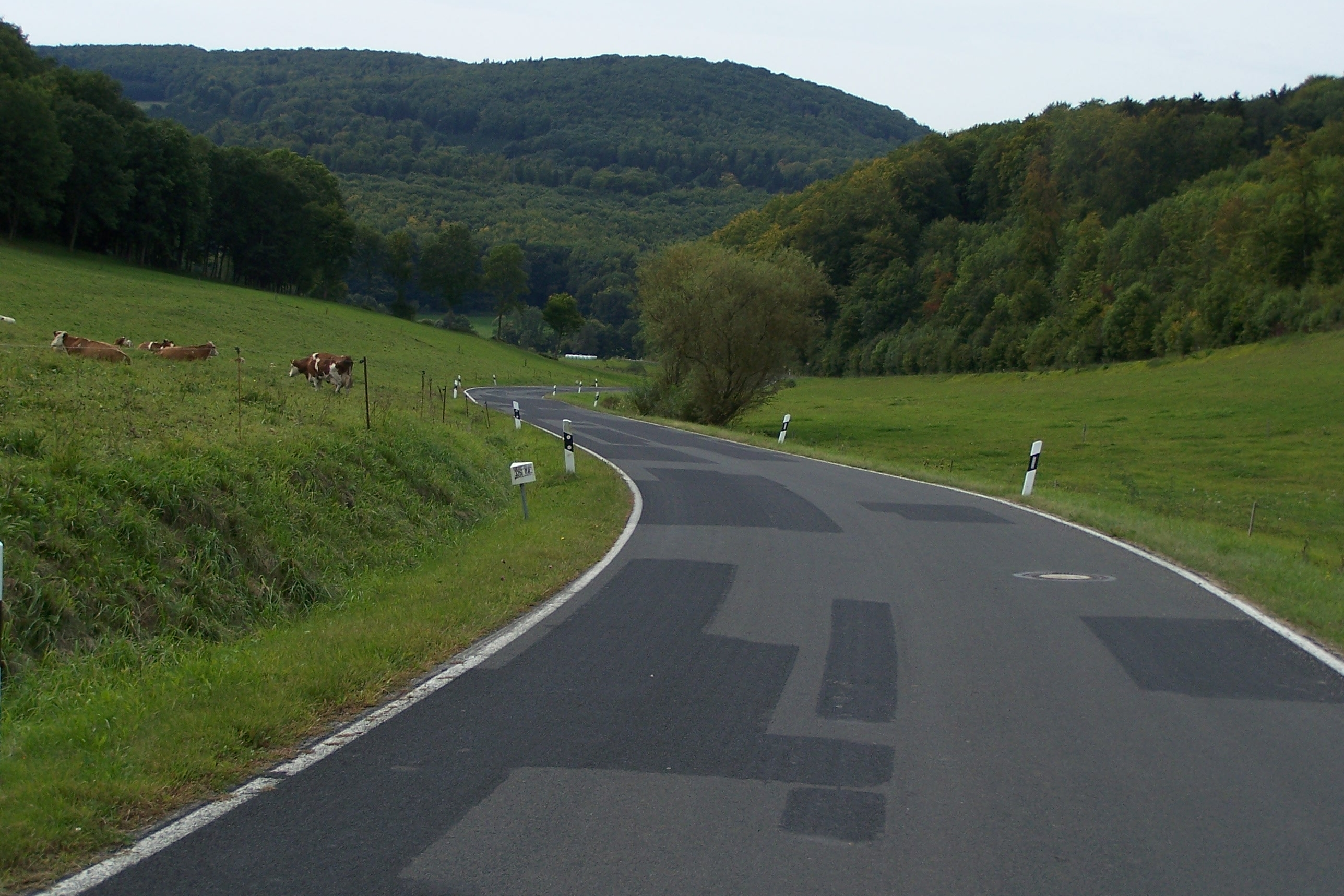
Im Gerstengrund (2012)

Unmittelbar südlich der Ortslage Gerstengrund befindet sich der teilweise bewaldete Kuhberg (642,6 m ü. NN), er gilt als die höchste Erhebung der Gemarkung. Der Mannsberg (698,7 m ü. NN) und der nur 3 km entfernte Rossberg (693,6 m ü. NN) bestimmen die Landschaft westlich von Gerstengrund und lassen nur einen schmalen Zugang in das obere Kohlbachtal frei. An den genannten Bergen können geologische Aufschlüsse des Muschelkalk, Buntsandstein und des Vulkanismus der Rhön studiert werden.

### Flüsse
Das Gewässersystem wird vom Kohlbach (bereits 1044 als Cholobach erwähnt) – einem Zufluss der Ulster gebildet, ihm fließt der Gabelbach zu.

## Geschichte

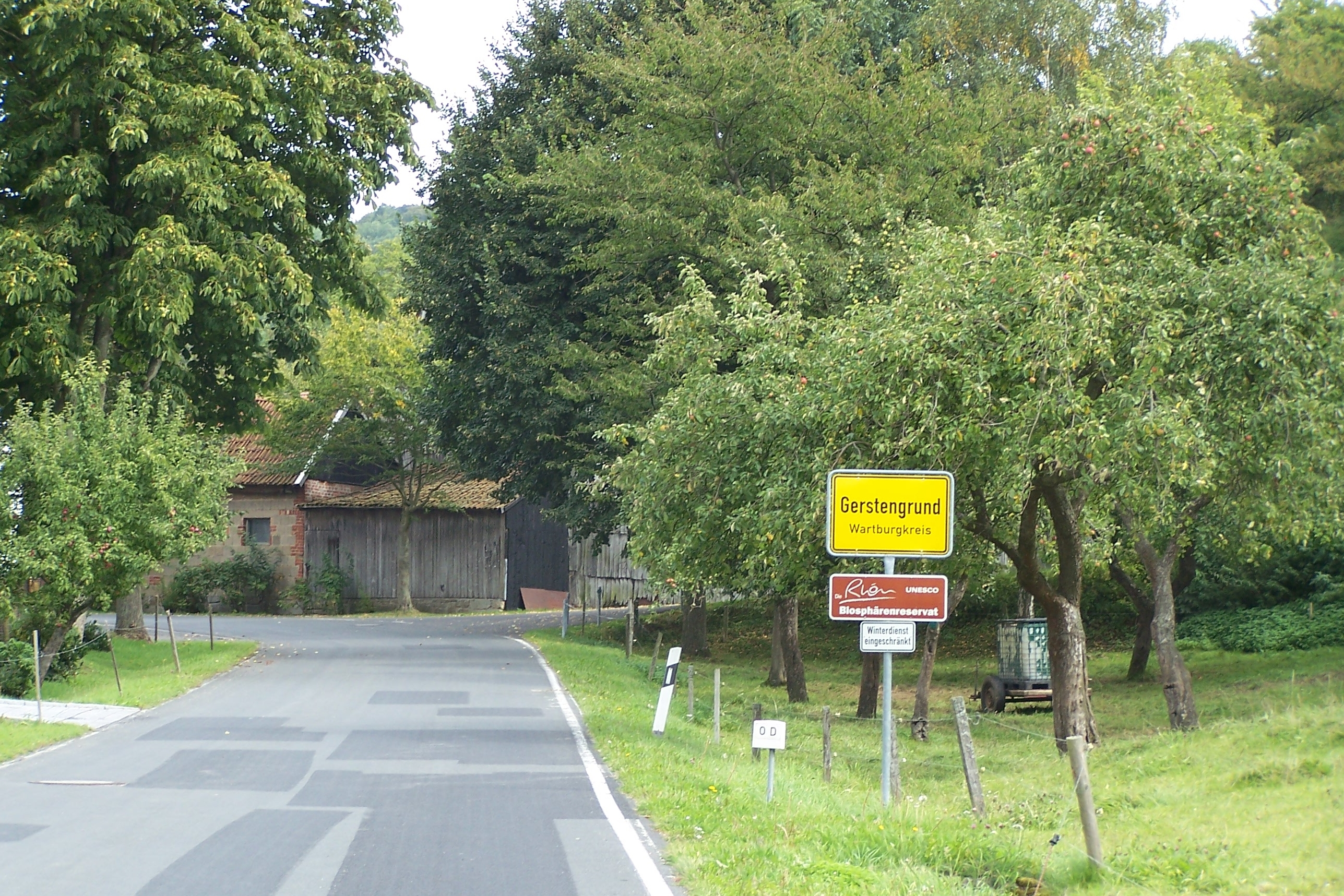
Am Ortsrand von Gerstengrund (2012)

### Ur- und Frühgeschichte
Bereits in frühgeschichtlicher Zeit war die Rhön von Menschen besiedelt. Auf dem Gipfel der Sachsenburg – etwa 3 km nordöstlich der Ortslage von Gerstengrund und dem benachbarten Gipfel Altes Schloß befinden sich zwei Wallburgen der Keltenzeit und des frühen Mittelalters.

### Mittelalter

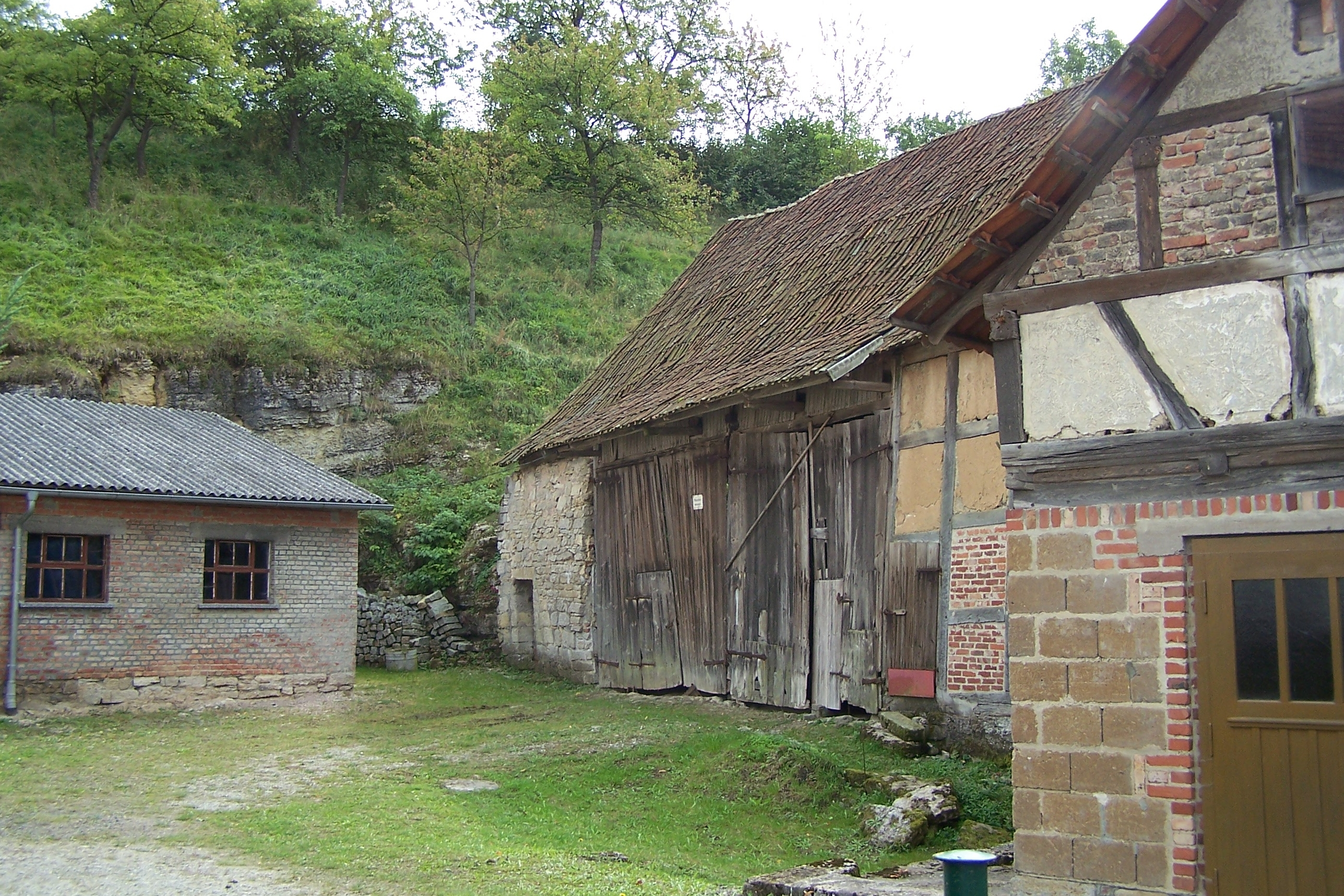
Das vermutlich älteste Gebäude befindet sich am südlichen Ortseingang von Gerstengrund

Über die Anfänge der Siedlung Gerstengrund ist nur wenig bekannt, zunächst bestand vor 1500 nur ein einziges Gehöft – 1450 heißt es im Grund zu Gerstorfs. Wegen des verordneten Wechsels zum protestantischen Glauben durch Hartmann von der Tann, einem engen Freund Martin Luthers, flüchteten sich 25 Familien, Einwohner des damals am Oberlauf des Kohlbach befindlichen Dorfes Godermann in das von Fulda beherrschte Gebiet, sieben dieser Familien siedelten sich bei dem bestehenden Hof im Gerstengrund an – kaum zwei Kilometer von ihrer alten Heimat aber im Ausland – der Ort Godermanns wurde so zur Wüstung. Der Ort Gerstengrund gehörte zum Amt Rockenstuhl, später Geisa im Herrschaftsgebiet des Fuldaer Klosters; kirchlich gehörte Gerstengrund ursprünglich zur Pfarrei Schleid. Wegen der rauen klimatischen Bedingungen war der Ackerbau nur bedingt möglich, die landwirtschaftliche Grundlage bildete die Schaf- und Rinderzucht auf den Hochweiden über dem Ort. Von gewisser Bedeutung für den Ort soll zunächst auch das Köhlerhandwerk gewesen sein.

### Dreißigjähriger Krieg
Während des Dreißigjährigen Krieges wurden die Ortschaften des Geisaer Amtes schwer mitgenommen. Bereits 1622 beginnen die Truppendurchzüge im Feldatal, Plünderungen und Hungersnöte finden statt, dramatisch ist eine erste, 1626 genannte Pestepidemie im Pfarrsprengel Schleid, sie fordert insgesamt 430 Todesopfer, 1635 folgte eine zweite Pestwelle mit 429 Todesopfern. Die kleinen, meist nur aus wenigen Höfen bestehenden Siedlungen waren bereits stark entvölkert, als 1637 die Durchmärsche der feindlichen Söldnerhaufen einsetzten. Für dieses Jahr wurden im Sterberegister von Schleid nochmals 271 Opfer des Krieges aufgenommen. Nach dem Krieg erholte sich die Bevölkerungszahl rasch.

### Hexenwahn und Rekatholisierung

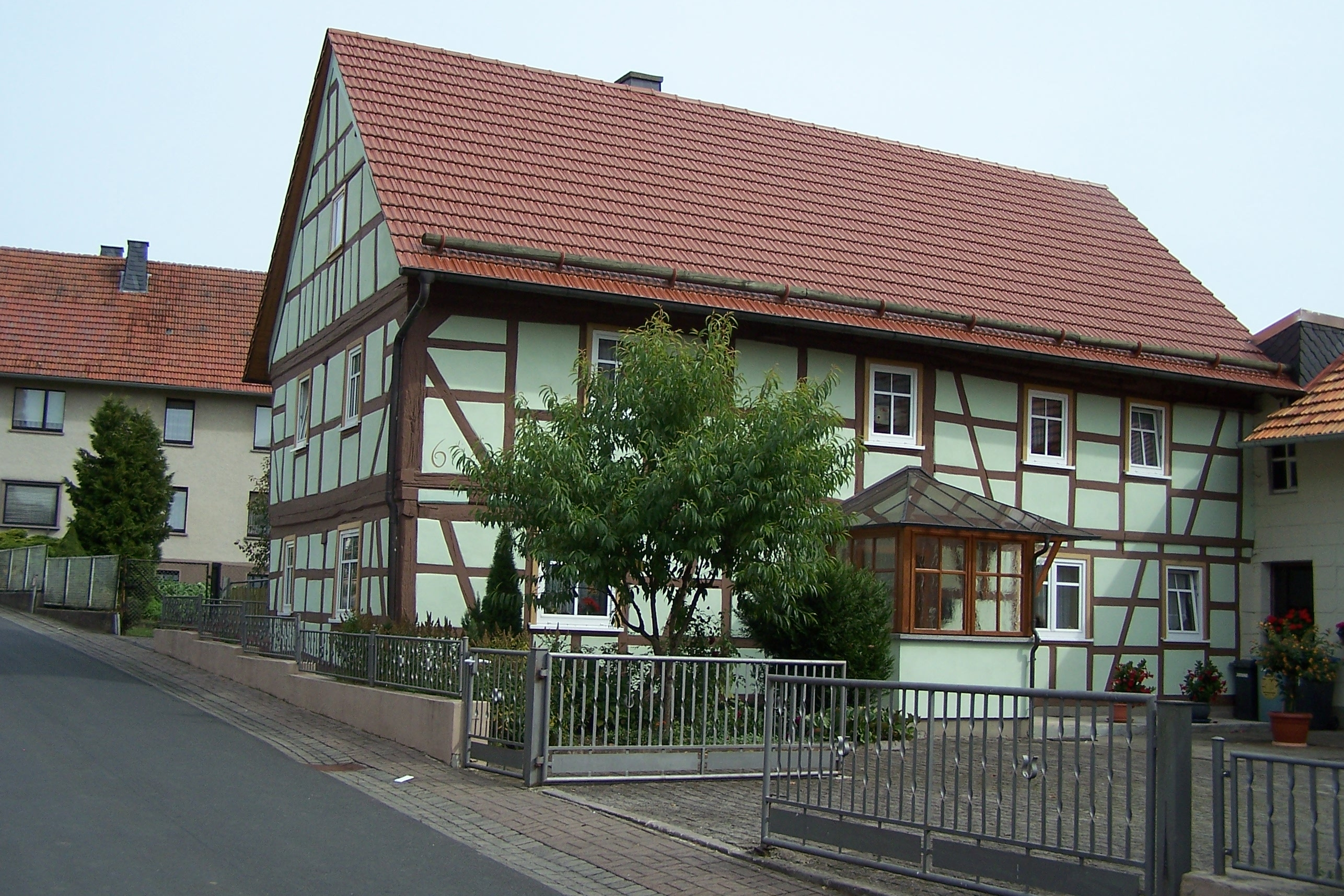
Fachwerkhäuser in der historischen Ortslage von Gerstengrund

Mitte des 17. Jahrhunderts erfasste die Hexenverfolgung auch die Orte in den damaligen Ämtern Fischbach und Rockenstuhl: in den Nachbarorten Ober- und Unteralba, Klings, Motzlar fanden mehrere überführte Hexen und Schadzauberer den Tod auf dem Scheiterhaufen. Seitens der Obrigkeit wurde in verschiedenen Orten, ausgehend von der 1718 im Nachbarort erbauten Propstei Zella und dem neu geschaffene Kloster in Dermbach versucht, eine Rekatholisierung der mit der Reformation überwiegend evangelisch gewordenen Kirchgemeinden durchzuführen. Dies rief den Unwillen der angrenzenden Landesherrschaften Sachsen-Weimar und Hessen-Kassel hervor. Die Spannungen führten 1741 zum Aufmarsch einer von Herzog Ernst August befehligten Armee von 1000 Soldaten und 100 Husaren an der Grenze zu Dermbach. Dieses, als Dermbacher Krieg bezeichnete Gefecht am Dermbacher Schloss eskalierte, als vom Fürstabt kaiserliche Truppen zur Unterstützung angefordert wurden. 1765 führte ein Friedens- und Staatsvertrag mit der Herzogin Anna Amalia zur Neuordnung der Grenzen im Feldatal. Im Nachbarort Kranlucken wurde 1737 eine katholische Pfarrei begründet, zu der neben Zitters auch Gerstengrund und verstreut liegende Höfe zugeteilt wurden.

### 19. und frühes 20. Jahrhundert

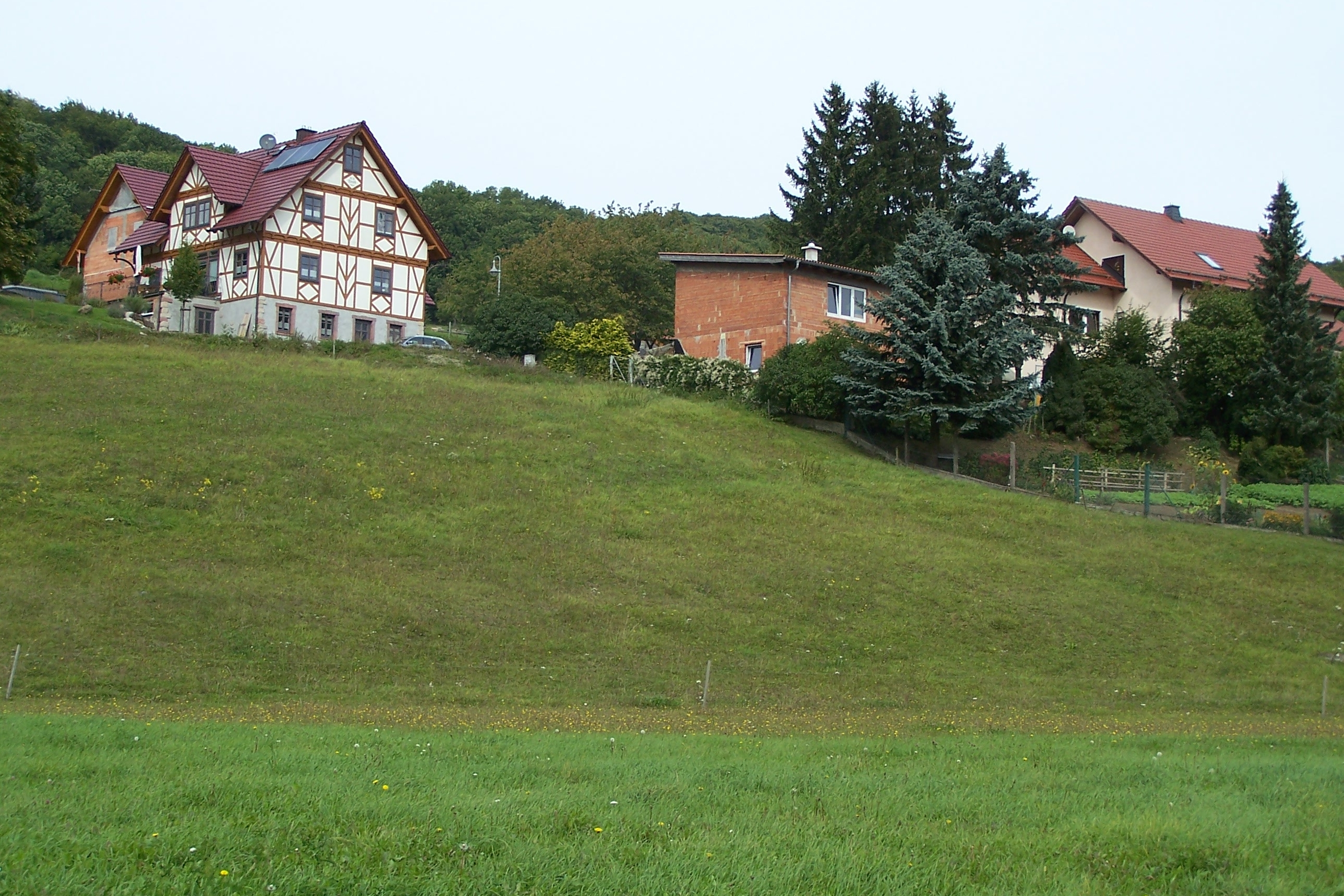
Neubauten in der südlichen Ortslage von Gerstengrund

1802 entschied der Reichsdeputationshauptschluss im Gefolge des Friede von Lunéville für eine Auflösung der geistlichen und reichsritterschaftlichen Territorien in der Rhön, im Ergebnis entstand das Großherzogtum Frankfurt. Mit den territorialen Veränderungen im Ergebnis des Wiener Kongresses wurde das Gebiet des Feldatales und des Ulstertales zum Eisenacher Oberland vereint, dieses gelangte 1815 an das Großherzogtum Sachsen-Weimar-Eisenach, Amtsgerichtsbezirke Kaltennordheim, Lengsfeld und Geisa.
Im Auftrag der Großherzogin Feodora von Sachsen-Weimar-Eisenach übergab die Schulrätin Heiland am 30. Mai 1911 im Schloss Dermbach eine mit 30 Reichsmark dotierte Prämie als Würdigung und Auszeichnung an Fräulein Klara Storch aus Gerstengrund, die sich bereits 10 Jahre in Frankfurt am Main als untadeliges Dienstmädchen in Stellung befand und von ihren Herrschaften für diese Auszeichnung vorgeschlagen wurde.
Schwere Überschwemmungen führten 1913 zu erheblichen Schäden im Kohlbachgrund.

### Grenze in der DDR-Zeit

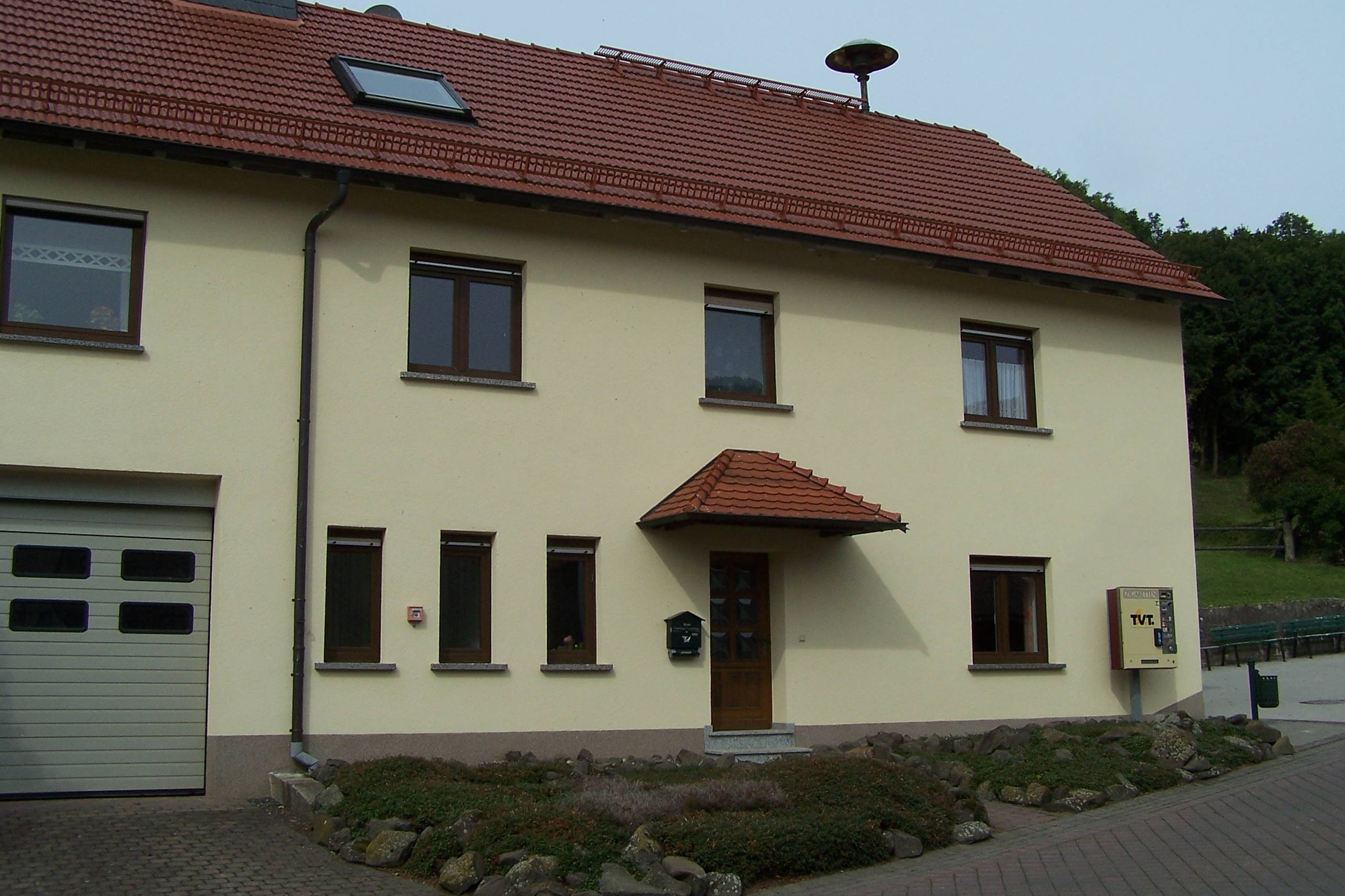
Die Gemeindeverwaltung von Gerstengrund

Schon zu Beginn der 1950er Jahre begannen die DDR-Behörden mit einer gezielten Entvölkerung der unmittelbar an der innerdeutschen Grenze gelegenen Kleinsiedlungen, dies betraf auch den Kohlbachshof südlich von Gerstengrund, er wurde 1972 abgerissen. Für große Unruhe unter der Bevölkerung sorgten Gerüchte über eine im Juni 1952 vorbereitete Deportation missliebiger Personen aus der Grenzregion von Kaltennordheim, dort waren am Bahnhof ungewöhnlich viele Güterwagen eingetroffen, zahlreiche Familien verließen deshalb in Panik ihre Heimat und flüchteten über die noch offene Grenze nach Hessen. Ab 1952 wurde der Zugang in die Grenzorte dadurch erschwert, dass man einen behördlich ausgestellten Passierschein für Besuche in diese Orte beantragen musste, Einwohner der Grenzorte erhielten einen Vermerk im Personalausweis. In die 5-Kilometer-Sperrzone war auch Gerstengrund gefallen. Mit dem Bau der Grenztruppenkaserne wurde 1958 in Kaltennordheim begonnen. Im November 1989 führte der Druck der Bevölkerung während der friedlichen Revolution zur Öffnung der Grenzsperranlagen, bei Andenhausen entstand ein provisorischer Grenzübergang.

### 21. Jahrhundert
2011/2012 wurde im Ort eine Kirche errichtet, die am 18. Mai 2012 geweiht wurde.

### Statistische Angaben
1879 wurden, basierend auf der Volkszählung von 1875 erstmals statistische Angaben zum Ort Gerstengrund publiziert. Gerstengrund hatte in diesem Jahr 12 Wohnhäuser mit 67 Einwohnern, in den beiden Höfen von Hochrain lebten 17 Einwohner. Die Größe der Flur betrug 361,0 ha davon Höfe und Gärten 2,2 ha, Wiesen 111,3 ha, Ackerfläche 165,0 ha, Wald 45,5 ha, Teiche, Bäche und Flüsse 0,4 ha, auf Wege, Triften, Ödland und Obstbauplantagen entfielen 36,8 ha. Der Viehbestand in den beiden Ortsteilen: 18 Pferde, 128 Rinder, 164 Schafe und 16 Ziegen.

### Wüstung Hochrain
Etwa 500 m südlich befand sich in Gipfellage des Kuhberges eine Kleinsiedlung – die Hochrain-Höfe. Diese Siedlung wurde bereits um 1515 erstmals urkundlich erwähnt und bestand aus zwei Schafhöfen, welche die gerodeten Wiesen in Almwirtschaft nutzten; 1912 erfolgte im Zusammenhang mit einer Tierseuche und dem Bergbaubetrieb eine freiwillige Umsiedlung.

### Braunkohlebergbau
Bereits im 18. Jahrhundert waren durch Mineralogen unweit von Kaltennordheim und bei den Höfen am Hochrain Braunkohleflöze entdeckt worden, hieraus entwickelte sich ab 1704 der Bergbaubetrieb. Die abgebaute Kohle wurde zunächst als Brennmaterial an die Saline in Bad Salzungen geliefert, was zusätzliche Einnahmen durch Fuhrlöhne ermöglichte. In der zweiten Blütezeit nach dem Ersten Weltkrieg arbeiteten zeitweise bis zu 50 Bauarbeiter und Bergmänner in der Anlage. Im ersten Halbjahr 1920 hatten die Bergleute 634 Tonnen abgebaut. Zuletzt wurde von 1947 bis 1949 durch den Zweckverband Rhönkohle Bergbau betrieben.

### Einwohnerentwicklung
Entwicklung der Einwohnerzahl:
| - 1994 – 66 - 1995 – 63 - 1996 – 63 - 1997 – 63 - 1998 – 67 - 1999 – 67 | - 2000 – 67 - 2001 – 66 - 2002 – 66 - 2003 – 64 - 2004 – 62 - 2005 – 62 | - 2006 – 63 - 2007 – 60 - 2008 – 60 - 2009 – 61 - 2010 – 61 - 2011 – 60 | - 2012 – 63 - 2013 – 66 - 2014 – 67 - 2015 – 69 - 2016 – 67 - 2017 – 67 | - 2018 – 66 - 2019 – 67 - 2020 – 66 - 2021 – 65 - 2022 – 67 - 2023 – 67 |

 Datenquelle: ab 1994 Thüringer Landesamt für Statistik – Werte vom 31. Dezember

## Kultur und Sehenswürdigkeiten
Sehenswürdigkeiten:

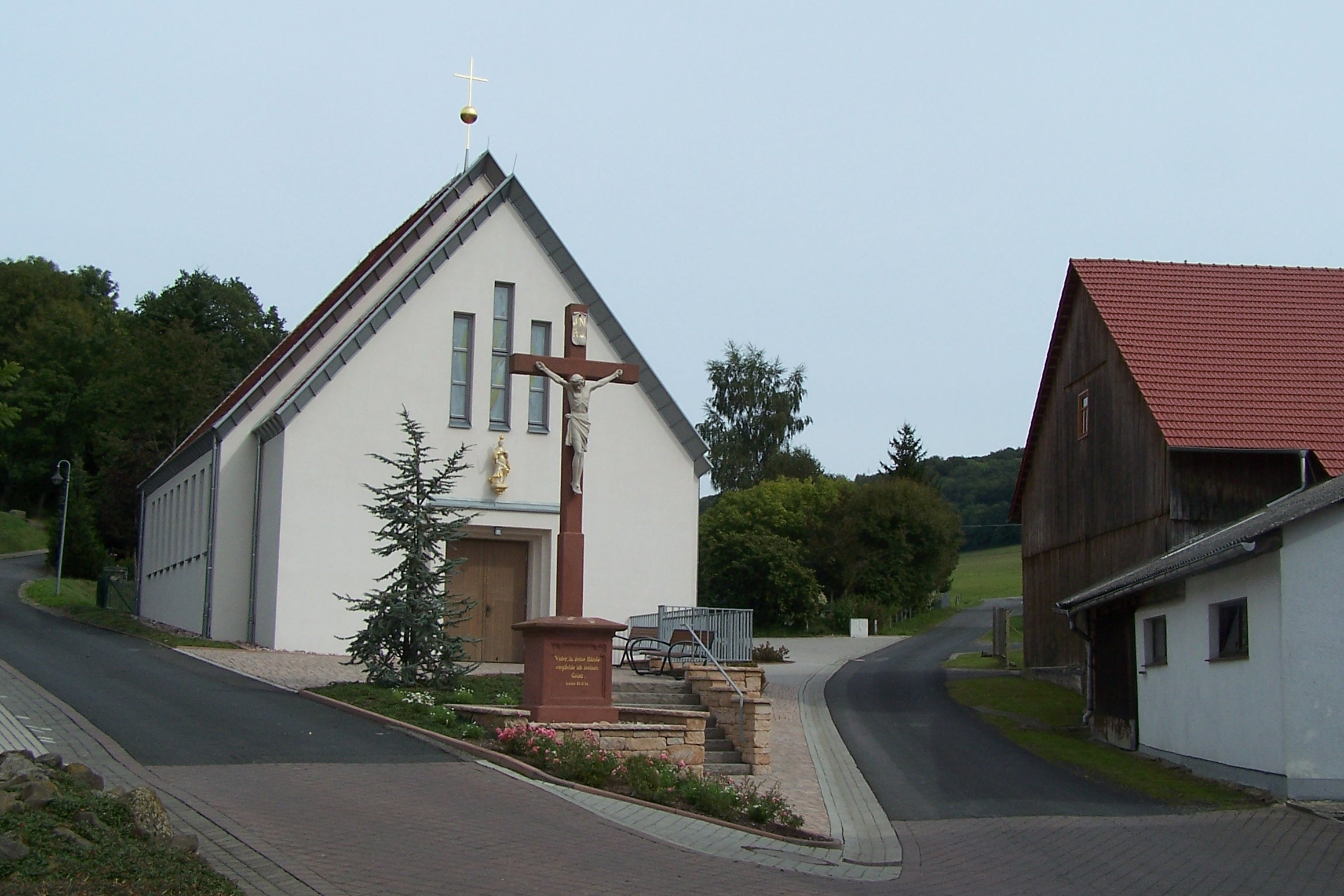
Die 2012 geweihte katholische Kirche „Maria Hilf“ in Gerstengrund

- Wallburgen – von Gerstengrund gelangt man rasch auf die benachbarten Befestigungsanlagen Sachsenburg und Altes Schloß.
- Siedlungs- und Bergbaurelikte – auf dem Kuhberg befindet sich die Wüstung Hochrain.
- Kruzifix – in der Gemeinde Gerstengrund befindet sich ein hölzernes Kruzifix.
- Kirche „Maria Hilf“ – die Kirche des Ortes wurde im Mai 2012 geweiht.[11]
- Naturschutzgebiet Rossberg-Kohlbach-Hochrain – mit (693,6 m ü. NN) ist der Rossberg eine der höchsten Erhebungen im südlichen Kreisgebiet. Der zum südlichen Teil der Gemarkung Gerstengrund gehörende Bereich des Naturschutzgebietes zeigt eine geologische Auffälligkeit – ein aus Basalt bestehender Blockstrom.[13]
- Am Rossberg und Kohlbach verläuft das Grüne Band – ein Lehrpfad entlang der ehemaligen Grenzsperranlagen.

## Politik

### Gemeinderat
Der Gemeinderat in Gerstengrund setzt sich nach der Gemeinderatswahl 2024 aus sechs Ratsmitgliedern zusammen:
- CDU: 6 Sitze

Bei einer Wahlbeteiligung von 100 % (47 von 47 Stimmberechtigten gingen zur Wahl) erhielt die CDU 261 Stimmen.

### Bürgermeister
Der ehrenamtliche Bürgermeister Antonius Schütz (CDU) wurde zuletzt am 5. Juni 2016 wiedergewählt. Er erhielt 100 % der abgegebenen gültigen Stimmen.

### Landtagswahlen
Zur Landtagswahl in Thüringen 2009 stellte die Gemeinde Gerstengrund mehrere Rekorde auf: Zum einen wurde die höchste Wahlbeteiligung aller Thüringer Gemeinden (91,8 %) gemessen – von 49 wahlberechtigten Einwohnern gingen 45 zur Wahl. Die 45 Wähler gaben 44 gültige Stimmen ab, von denen 42 (95,5 %) auf die CDU und zwei (4,5 %) auf die FDP entfielen; alle anderen Parteien erhielten keine Stimmen. Damit erzielte die CDU in Gerstengrund (prozentual) ihr landesweit bestes Ergebnis, kam aber an das Ergebnis von 100 % aller gültigen Stimmen in der Gemeinde aus dem Jahr 1999 nicht heran. Gerstengrund war auch die einzige thüringische Gemeinde, in der sich keiner der Wähler für die SPD oder Die Linke entschied.
Die Landtagswahl in Thüringen 2014 zeigte ähnliche Ergebnisse. Diesmal waren alle 45 Stimmen gültig, erneut erzielte die CDU hier ihr landesweites Rekordergebnis (91,1 %, 41 Stimmen). Gerstengrund war die einzige Gemeinde Thüringens ohne Stimme für die Linke und eine von zwei Gemeinden ohne SPD-Stimme. Die vier Nicht-CDU-Stimmen verteilten sich auf FDP (2), Grüne (1) und AfD (1). Die Wahlbeteiligung von 83,3 % war die zweithöchste aller Thüringer Gemeinden (hinter Meusebach mit 88,5 %).
Auch bei der Landtagswahl in Thüringen 2019 hatte die Gemeinde eine hohe Wahlbeteiligung von 87,8 % aber zwei ungültigen Stimmen. Einen deutlichen Wahlsieg erlangte die CDU (82,9 %, 34 Stimmen), dahinter folgten Die Linke und Grüne  (7,3 %, je 3 Stimmen) und die FDP (2,4 %, 1 Stimme). Der Wahlbezirk ist der einzige ohne Stimme für SPD und AfD in Thüringen.

## Wirtschaft und Infrastruktur

### Verkehr

#### Straßenverkehr
Gerstengrund ist über die Kreisstraße 99 an das Straßennetz angebunden. Nach Süden zweigt westlich der Ortslage eine Straße über den Mückenhof und Andenhausen nach Tann (Rhön) und Kaltennordheim ab. Durch den 7 km entfernten Nachbarort Schleid verläuft die B 278.

#### Schienenverkehr
Nach Stilllegung der Ulstertalbahn 1952 und der Feldabahn 2003 besteht der nächstgelegene Anschluss an den Schienenverkehr in der Kreisstadt Bad Salzungen am dortigen Bahnhof im Streckennetz der Süd-Thüringen-Bahn. Anschluss an das Intercity- und ICE-Netz der Deutschen Bahn besteht in Fulda und Eisenach.

#### ÖPNV
Nach Gerstengrund verkehrt die Wartburgmobil-Buslinie 113, die den Ort mit Geisa verbindet, wo Anschluss an überregionale Buslinien besteht.

### Wasser und Abwasser
Die Wasserver- und Abwasserentsorgung wird durch den Wasser- und Abwasserverband Bad Salzungen sichergestellt.